# Biftamun
Biftamun (arab. بفطامون) – miejscowość w Syrii, w muhafazie Idlib. W 2004 roku liczyła 1058 mieszkańców.